# Самотлор-НН-3236
Самотлор-НН-3236 — российский микроавтобус, выпускаемый нижегородской компанией «Самотлор-НН» на шасси Ford Transit 3 поколения.

## История
Автобус Самотлор-НН-3236 впервые был представлен в 2005 году компании Автолайн, где значительная часть транспортных средств эксплуатировалась до начала 2010-х годов. В августе 2006 года Самотлор-НН-3236 получил рестайлинг кузова, в частности, новую переднюю и заднюю светотехнику, новую переднюю часть и новый интерьер, включающий рычаг переключения передач на приборной панели, а также радиоприёмник нового дизайна. Производство автобуса Самотлор-НН-3236 было свёрнуто в 2009 году из-за финансовой ситуации.

## Модификации
- Самотлор-НН-32361
- Самотлор-НН-32363

Возможны и другие варианты.

## В игровой и сувенирной индустрии
- Автобус Самотлор-НН-3236 разрабатывается российскими разработчиками с 2020 года для игры OMSI 2. По состоянию на 2023 год, судьба модели неизвестна[15].